# Klaus Gerber
Klaus Gerber (* 16. Januar 1943 in Chemnitz) ist ein deutscher Opernsänger (Heldentenor).

## Leben
Klaus Gerber studierte privat Gesang bei Johannes Kemter in Dresden. 1989 war er Stipendiat der Richard Wagner Stiftung in Bayreuth. Im selben Jahr begann er einen Meisterkurs bei Jean Cox und Anna Reynolds, den er 1997 abschloss.

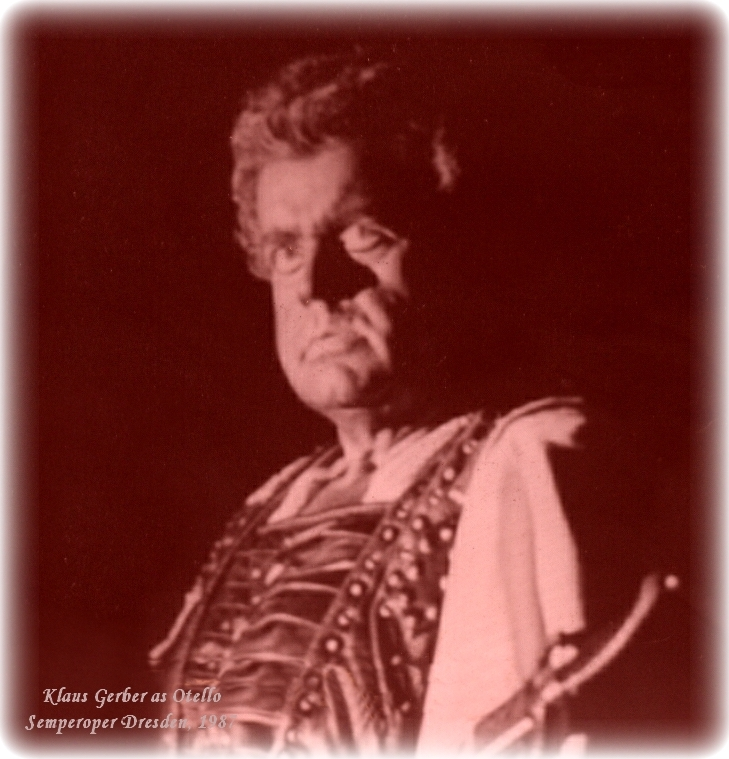
Klaus Gerber (Otello, 1987)

Seine Engagements führten ihn unter anderem als 1. Chortenor an das Opernhaus Karl-Marx-Stadt, als Spieltenor an das Stralsunder Theater und als lyrisch-jugendlicher Tenor an das Meininger Theater. Dort stand er auch mit dem Erik in Der fliegende Holländer sowie 1969 mit 26 Jahren als jüngster Lohengrin der deutschen Theatergeschichte neben Sängern wie Günther Hofmann als Telramund und in einigen Festspielaufführungen Elisabeth Grümmer als seiner Elsa in seinen ersten Wagner-Partien auf der Bühne.
Neben Engagements an den Theatern in Halberstadt und Görlitz war er ab 1985 bis 1994 als Heldentenor am Deutschen Nationaltheater in Weimar in vielen großen Rollen seines Faches zu erleben.
Seit 1994 ist er freischaffend tätig.
Gastspiele führten ihn mit fast dem gesamten  Wagner-Repertoire seines Stimmfachs wie den Siegfrieden, Tristan, Erik, Lohengrin, Stolzing, Tannhäuser, sowie Partien von Verdi und Puccini wie Otello, Calaf, Manrico, Herodes, Florestan, Hoffmann, Canio, Turiddu u. a. an große Opernhäuser wie die Semperoper Dresden, Deutsche Staatsoper Berlin, Opernhaus Leipzig, Slowakisches Nationaltheater Bratislava, Südthüringisches Staatstheater Meiningen, Opernhaus Würzburg.
Ab März 2009 war Gerber in der Neuinszenierung der Turandot am Deutschen Nationaltheater in Weimar in der Inszenierung von Andrea Moses zu erleben.

## Partien (Auswahl)

### Richard Wagner
- Erik in Der fliegende Holländer (u. a. Opernhaus Leipzig)
- Tannhäuser in Tannhäuser (u. a. Deutsches Nationaltheater Weimar, Deutsche Staatsoper Berlin, Baltische Staatsoper Gdańsk, Slowakisches Nationaltheater Bratislava)
- Lohengrin in Lohengrin
- Tristan in Tristan und Isolde
- Stolzing in Die Meistersinger von Nürnberg
- Siegfried in Siegfried und Götterdämmerung u. a. im Magdeburger Der Ring des Nibelungen

### Giuseppe Verdi
- Otello in Otello (u. a. Semperoper Dresden, Deutsches Nationaltheater Weimar, Würzburg)
- Riccardo in Un ballo in maschera
- Manrico in Il trovatore
- Duca di Mantova in Rigoletto
- Alfredo Germont in La traviata
- Don Alvaro in La forza del destino
- Ismaele in Nabucco
- Rodolfo in Luisa Miller

### Giacomo Puccini
- Luigi in Il tabarro
- Rodolfo in La Bohème
- B.F. Pinkerton in Madama Butterfly
- Chevalier des Grieux in Manon Lescaut
- Mario Cavaradossi in Tosca
- Calaf in Turandot

### Andere Komponisten (Auswahl)
- Herodes in Salome von Richard Strauss, (u. a. Deutsche Staatsoper Berlin, Deutsches Nationaltheater Weimar, Würzburg)
- Canio in Pagliacci von Ruggero Leoncavallo
- Turiddu in Cavalleria rusticana von Pietro Mascagni
- Hoffmann in Les contes d’Hoffmann von Jacques Offenbach
- Lenski in Eugen Onegin von Peter Tschaikowski
- Fra Diavolo in Fra Diavolo von Daniel-François-Esprit Auber
- Pedro und Nando in Tiefland von Eugen d’Albert
- Florestan in Fidelio von Ludwig van Beethoven, (u. a. Opernhaus Leipzig, Deutsches Nationaltheater Weimar)
- Der Prinz in Rusalka von Antonín Dvořák
- Admetos in Alceste von Christoph Willibald Gluck
- Erster Geharnischter in Die Zauberflöte von Wolfgang Amadeus Mozart